# Kanton Arleux
Kanton Arleux (francouzsky Canton d'Arleux) je francouzský kanton v departementu Nord v regionu Nord-Pas-de-Calais. Tvoří ho 15 obcí.

## Obce kantonu
- Arleux
- Aubigny-au-Bac
- Brunémont
- Bugnicourt
- Cantin
- Erchin
- Estrées
- Féchain
- Fressain
- Gœulzin
- Hamel
- Lécluse
- Marcq-en-Ostrevent
- Monchecourt
- Villers-au-Tertre